# Regina Otaola
Regina Otaola Muguerza (Éibar, 13 de febrero de 1952) es una política española  por el Partido Popular que desempeñó el cargo de alcaldesa de la localidad guipuzcoana de Lizarza entre 2007 y 2011. Es diputada en la Asamblea de Madrid desde 2019.

## Biografía
Regina Otaola nació el 13 de febrero de 1952 en la localidad guipuzcoana de Éibar. Se licenció en Derecho por el ICADE, y realizó estudios de secretariado. Fue la portavoz del Partido Popular (PP) en el Ayuntamiento de Éibar desde 1995 y del Grupo Popular en las Juntas Generales de Guipúzcoa, grupo del que formó parte desde 1999 por la circunscripción de Deba-Urola. Fue miembro del Comité Ejecutivo Regional del Partido Popular del País Vasco y del de Guipúzcoa, desempeñando en ambos las funciones de Secretaria Ejecutiva Institucional. 
En las elecciones municipales de 2007 se presentó como candidata a alcaldesa de Éibar y, como cabeza de lista, consiguió el único puesto de concejal que obtuvo el PP en dichas elecciones. 
En las mismas elecciones, en Lizarza, el PP había logrado todos los concejales, ya que la lista de ANV había sido ilegalizada por tener miembros es sus listas de otras organizaciones ilegalizadas, mientras que el PNV pidió el voto en blanco. El Partido Popular obtuvo 27 votos, el 7,6% de los votos emitidos y el 15,98% de los sufragios válidos), frente al 52,39% de votos nulos (opción que había sido promovida por el entorno de la lista ilegalizada) y el 40% de votos en blanco (opción que había sido promovida por el PNV). Sin embargo, los concejales electos del PP eran todos militantes de fuera de Euskadi que iban en las listas debido a que ningún militante o simpatizante del pueblo quería ir en la lista. Ante esta situación el partido decidió sustituir a los concejales electos por militantes del PP vasco, entre ellos, Regina Otaola que renunció a su acta de concejal en Éibar a favor de su compañera de partido Carmen Larrañaga, para ser nombrada alcaldesa de Lizarza.
El 11 de septiembre de 2007 la Fundación Gregorio Ordóñez le galardonó con el XV premio que lleva el nombre del político asesinado por ETA, Gregorio Ordóñez «por su ejemplo de coraje y dignidad» y por su «firme decisión» de defender «tanto el orden constitucional como la libertad de expresión».
En febrero del 2008, se realizó una recogida de firmas entre los habitantes de la localidad de Lizarza exigiendo su dimisión. Cuatrocientos dos vecinos firmaron y secundaron la propuesta (la localidad tiene aproximadamente 600 habitantes). Otaola le restó importancia alegando que las firmas se habían obtenido mediante coacción.
En 2008 obtuvo uno de los premios Españoles Ejemplares de la Fundación para la Defensa de la Nación Española (DENAES), con carácter anual, a personas y/o entidades que se hayan distinguido por su aportación a la sociedad española, como en este caso una clara victoria para el PP. En este caso concreto porque «con su gallardía se ha convertido en una icono de la resistencia de la Nación frente a ETA, o, lo que es lo mismo, de la libertad frente al terror».

Fue vicepresidenta de la Federación Española de Municipios y Provincias.
El 14 de junio de 2010 anunció su retirada de la política y el abandono de la alcaldía de Lizarza por discrepancias con la línea de actuación tomada por el Partido Popular del País Vasco, encabezado por Antonio Basagoiti. Asimismo desveló que el siguiente año abandonaría el País Vasco.